# Майкл Блумфілд
Майкл Бернард «Майк» Блумфілд (англ. Michael Bernard Bloomfield; 28 липня 1943 — 15 лютого 1981) — американський блюзовий гітарист і композитор, один з найвідоміших блюзменів 1960-х років.
Блумфілд грав разом з багатьма видатними виконавцями, блюзовими легендами Чикаго і сприяв популяризації блюзу в середині 1960-х років. Він посів 22-е місце в списку «100 найкращих гітаристів усіх часів» за версією журналу Rolling Stone 2003 року і 42-е за версією цього ж журналу 2011 року. Майка Блумфілда обрано до Зали слави блюзу 2012 року особисто та 2015 року до Зали слави рок-н-ролу у складі гурту Paul Butterfield Blues Band.

## Ранні роки
Майк Блумфілд народився 28 липня 1943 в чиказькій єврейській родині Гарольда та Дороті Блумфілд. Гарольд Блумфілд був бізнесменом, разом зі своїм батьком та братом володів великою компанією з виробництва кухонного приладдя та аксесуарів Bloomfield Industries. Мати Майка, Дороті Кляйн, походила з артистичної родини, більшість членів якої була музикантами. Вона вчилась у драматичній школі, і, перш ніж вийти заміж 1940 року, працювала акторкою та моделлю.
Майк відвідував початкову школу Nettelhorst в Чикаго. В середині 50-х років родина перебралася до Гленко, багатого передмістя Чикаго, і хлопець пішов до Нью-Трірської середньої школи. На відміну від свого спортивного батька, Майк спортом не цікавився і був нонконформістом, тому в школі вважався аутсайдером. Коли йому виповнилося тринадцять, він отримав в подарунок гітару, впродовж року брав приватні уроки у перукаря своєї матері, гітариста-аматора Тоні Тенагліа і, за власними спогадами, два-три роки грав дуже погано поки не досяг певних успіхів.
В цей час він з друзями зібрав власний гурт, названий Hurricanes на честь рок-гурту з Огайо Johnny and the Hurricanes, і грав на шкільних танцювальних вечірках. На шкільному шоу талантів 1959 року гурт, попри заборону керівництва школи, виконав рок-н-рольну пісню, внаслідок чого з Нью-Трірської школи Блумфілда вигнали. Далі він рік навчався в Корнуоллській академії в Массачусетсі, а потім повернувся до Чикаго, де останній рік середньої школи навчався у місцевій Central YMCA High School.
1957 року Блумфілд разом з другом, Рубі Роєм, побачив виступ фолк-блюзового співака Джоша Уайта і почав відвідувати блюзові клуби чиказького Саутсайду. Він слухав та знайомився з відомими чорними блюзменами Гауліном Вулфом, Мадді Вотерсом, Отісом Спенном та Меджиком Семом. Вони заохочували білого хлопця, інколи навіть дозволяли брати участь у виступах. В клубах Саутсайду Блумфілд знайшов однодумців — таких самих молодих білих виконавців і шанувальників блюзу: Пола Баттерфілда, Ніка Гравенітеса, Чарлі Масселвайта і Елвіна Бішопа. Перший виступ Майка відбувся 1959 року на сцені чиказького клубу Place з Лютером Джонсоном. Навесні 1963 року Блумфілд керував фолк-клубом Fickle Pickle і запрошував для спільних виступів старих забутих блюзменів Сліпі Джона Естеса, Янка Рейчелла, Літтла Бразера Монтгомері та Біг Джо Вільямса. На початку 1960-х йому пощастило грати з багатьма відомими виконавцями чиказького блюзу.

## The Group
Влітку 1963 року Біг Джо Вільямс виступав в чиказькому барі Big John's. Під час цих виступів Блумфілд акомпанував йому на піаніно, а Чарлі Масселвайт грав на губній гармоніці. 1964 року Вільямс пішов, а Блумфілд створив власний гурт The Group, що регулярно виступав у Big John's, а згодом тим самим складом перебазувався до Magoo's. В барі Blind Pig в цей же час виступав дует «Нік та Пол», за участю Ніка Гравенітеса (акустична і електрична гітара) та Пола Баттерфілда (губна гармоніка).
Завдяки допомозі друга, Джоеля Харліба, що фактично став його менеджером, Блумфілдом зацікавились на студії Columbia Records. На початку 1964 року Харліб взяв його запис для прослуховування у продюсера Джона Хеммонда-старшого, який підписав Блумфілда на контракт з Columbia. Наприкінці того ж року The Group Блумфілда записав альбом за участю Чарлі Масселвайта. Цей запис побачив світ лише за 30 років, в антології Don't Say That I Ain't Your Man: Essential Blues, 1964—1969.

## The Paul Butterfield Blues Band
Навесні 1965 року Блумфілд приєднався до блюз-гурту Пола Баттерфілда під час запису їхнього першого альбому, посунувши Елвіна Бішопа на місце ритм-гітариста. До складу гурту також увійшли клавішник Марк Нафталін, барабанщик Сем Лей і басист Джером Арнольд. Більшість записів, зроблених того часу продюсером Elektra Records Полом Ротшильдом, побачили світ тільки 1995 року у The Original Lost Elektra Sessions. Проте один з треків, пісня Ніка Гравенітеса «Born in Chicago», увійшов до альбому Elektra Folksong '65, реліз якого відбувся 1965 року, та став хітом гурту. Дебютний альбом The Paul Butterfield Blues Band був записаний у вересні та виданий наступного місяця, гітарі Блумфілда належить чималий внесок в успіх цього альбому.
В липні 1964 року Блумфілд супроводжував виступи Біг Джо Вільямса в Сент-Луїсі, штат Іллінойс. Усна оповідь Майка Блумфілда про ці події, записана Норманом Дайроном на початку 70-х років, вийшла друком 1981 року під назвою «Я та Біг Джо».
15—16 червня 1965 року Блумфілд акомпанував Бобу Ділану під час запису альбому Highway 61 Revisited на студії Columbia. Коли Майкл разом з Діланом з'явився 25 липня на сцені фолк-фестивалю у Ньюпорті, сингл «Like a Rolling Stone» вже досяг значної популярності. У революційному виступі Ділана на фестивалі, окрім Блумфілда, брали участь гурт Пола Баттерфілда та клавішники Ел Купер і Баррі Голдберг. Це було перше використання Діланом електричного супроводу наживо, а виконання Блумфілдом ділановської «Maggie's Farm» стало значною подією в світі електрогітари, щоправда, не як музика, а як шоу. В цьому сенсі він вважається одним з найважливіших епізодів історії сучасної популярної музики. Після фестивалю Блумфілд завершив з Діланом записи для альбому Highway 61 Revisited.
У 1965—1967 роках Блумфілд брав участь у багатьох записах. Разом з іншими виконавцями гурту Butterfield Blues Band він акомпанував Peter, Paul and Mary (композиція «The King of Names») під час створення відомого The Peter, Paul and Mary Album (1965). 1966 року записав з рок-гуртом Chicago Loop сингл «(When She Needs Good Lovin') She Comes to Me» на студії on DynoVoice Records, що посів 37 місце згідно Billboard Hot 100-1966, акомпанував на записах Чака Беррі, Мітча Райдера та Джеймса Коттона. Наприкінці 1965 року замість Сема Лея, що захворів, до Butterfield Blues Band приєднався чиказький барабанщик Біллі Девенпорт. До середини 1966 року гурт грав у Каліфорнії, влітку було записано їхній другий альбом East-West.

## The Electric Flag
1967 року Блумфілд залишив Butterfield Blues Band через виснаження, безсоння й неможливість подальшої участі в гастролях. Окрім формального приводу, існували значні проблеми у його стосунках з Полом Баттерфілдом. Спочатку Майкл влаштувався у Нью-Йорку,  згодом переїхав на Західне узбережжя і створив у Сан-Франциско з двома давніми чиказькими друзями, клавішником Баррі Голдбергом та вокалістом Ніком Гравенітесом, власний гурт Electric Flag. Натхненний тогочасними блюзовими гуртами і виконавцями соулу, Майк Блумфілд сподівався створити гурт, що грав би «американську музику», тобто, поєднання соула, джаза, блюза, рока, госпела та кантрі.
The Electric Flag — американський музичний гурт. Американська музика не обов'язково музика безпосередньо з Америки. Я думаю про неї як про музику, яку ви чуєте в повітрі, в ефірі та на вулицях; блюз, соул, кантрі, рок, релігійна музика, звуки транспорту, натовпу, звуки вулиці й звуки поля, звуки людей і тиша.Оригінальний текст (англ.)
[The Electric Flag is an American Music Band. American music is not necessarily music directly from America. I think of it as music you hear in the air, on the air, and in the streets; blues, soul, country, rock, religious music, traffic, crowds, street sounds and field sounds, the sound of people and silence] Помилка: {{Lang}}: текст вже має курсивний шрифт (допомога)— Майкл Блумфілд
До ритм-секції увійшли басист Гарві Брукс, разом з яким Блумфілд брав участь у записі Highway 61 Revisited, та рекомендований Бруксом барабанщик Бадді Майлз. Гурт мав також духову секцію за участю саксофоніста Пітера Страцца та трубача Маркуса Дабблдея (згодом також саксофоністів Стемсі Хантера і Гербі Річа). Першим проєктом гурту була музика до фільму «The Trip» (1967) режисера Роджера Кормана. Авторство майже всіх композицій належало Майку Блумфілду. Фільм мав дуже суперечливі відгуки, але його музична складова була визнана надзвичайно вдалою і цікавою.
Electric Flag існував короткий час. Він дебютував 17 червня 1967 року на поп-фестивалі в Монтереї, у наступні пів року привернув до себе увагу виступами на Західному узбережжі та у Нью-Йорку. Майкла навіть характеризували як «можливо, найяскравішого гітариста країни». В липні на студії Columbia Records у Нью-Йорку Electric Flag розпочав запис дебютного альбому, але процес ускладнювався численними невдачами. Низка учасників Electric Flag мали проблеми з героїном. Голдберг залишив гурт через п'ять місяців після початку запису, його заміну було звільнено до кінця того ж року. Відповідність обраному Блумфілдом первісному напрямку почала згасати, тоді як Бадді Майлз дедалі більше перебирав на себе функції лідера. Запис альбому, що отримав назву A Long Time Comin' , було завершено в січні 1968 року, в березні відбувся його реліз. Значної комерційної привабливості альбом не досяг, проте отримав визнання критиків, особливо щодо музикальності й різноманітності звучання. Водночас критики відзначили, що музика подекуди була нерівномірною сумішшю стилів та виконань і, хоча деякі мелодії були захопливими та інноваційними, інші звучали дивно. Попри блискучу гру Блумфілда, зокрема, у композиціях «Killing Floor», «Another Country» та «Texas», шанувальники, знайомі з його попередньою співпрацею з Баттерфілдом, очікували на більше. Завдяки своїм новаціям: застосуванню ранньої форми семплування, вдалому поєднанню соулу, року та джазу, використанню електроніки та поєднанню духових з рок-бітом, запис, попри всі недоліки, згодом набув статусу історичного.
В червні 1968 року Блумфілд залишив гурт, знов посилаючись на виснаженні, викликане безсонням. Він знов безрезультатно боровся з героїновою залежністю. В останні місяці фактичним лідером гурту був Бадді Майлз, учасники мали великі проблеми через невдале керівництво, стильові суперечки і суперництво, наркотичну залежність. Невдовзі за Блумфілдом пішли інші засновники гурту: Нік Гравенітес та Гарві Брукс.

## АльбомSuper Session
Ел Купер грав разом з Майком Блумфілдом під час запису новаторського Highway 61 Revisited, вони разом брали участь у знаменитому виступі на фольклорному фестивалі в Ньюпорті у липні 1965 року. 1968 року Купер працював на студії Columbia Records і був відповідальним за пошук талантів та нагляд за розвитком виконавців. Блумфілд перебував останні дні у Electric Flag, коли отримав пропозицію Купера приїхати до студії і взяти участь у записі.
У своїх спогадах Купер розповідав, що «більшість джазових альбомів створювались наступним чином: обрати лідера або двох, винайняти відповідний супровід, обрати кілька мелодій, придумати і записати цілий альбом на льоту за один або два дні. Чому було не спробувати те саме для рока, дотримуючись цих стандартів?» Він вважав потенціал Блумфілда до того часу не розкритим, студійні записи Майкла, в порівнянні з запальними живими, здавалися Куперу пригніченими та стриманими.
Купер забронював два дні студійного часу в травні 1968 року, залучив клавішника Баррі Голдберга і басиста Гарві Брукса, а також відомого сейшн-ударника Едді Хоха. У перший день створений таким чином квінтет виконав та записав низку переважно блюзових інструментальних треків, включно з модальним екскурсом «His Holy Modal Majesty» (укр. Його Свята Модальна Величність), данину пам'яті покійному Джону Колтрейну, схожу на «East-West» з другого альбому гурту The Paul Butterfield Blues Band. Наступного дня для запису Блумфілд не з'явився, зателефонувавши Куперу з вибаченнями. Купер змушений був терміново викликати Стівена Стіллза. Переорієнтований на Стіллза гурт записав вокальні треки, серед яких «It Takes a Lot to Smile, It is Train to Cry» з Highway 61 і тривалий атмосферний «Season of the Witch» Донована Літча.
Цей запис, виданий Columbia Records 1968 року як альбом Super Session, мав величезний успіх. Він також започаткував концепцію «супергурту» кінця 1960-х і 1970-х років, використану Blind Faith, Crosby, Stills & Nash тощо. Альбом мав найбільші показники продажів за всю музичну кар'єру Блумфілда, досяг максимуму під номером 12 на Billboard 200 і був сертифікований як золотий запис Американською асоціацією компаній звукозапису (RIAA).
Купер пробачив втечу Блумфілда, і разом вони зробили ще кілька концертних виступів після виходу альбому. Запис серії з трьох концертів у Fillmore West, Сан-Франциско, став подвійним альбомом The Live Adventures of Mike Bloomfield and Al Kooper (1968).

## Кінець 60-х— початок 70-х років
Після запису другого альбому з Аланом Купером, Блумфілд деякий час уникав гучних заходів і проєктів. 1968 рік він провів поблизу Сан-Франциско, присвятивши весь свій час героїну. Стурбованість друзів та членів родини не знаходила жодного відгуку, і мати Блумфілда, Дороті, звернулася за допомогою до Бі Бі Кінга. Особистий лист і телефонні дзвінки Бі Бі Кінга, що був кумиром Майка, його взірцем і генієм електричного блюзу, нарешті, подіяли: Блумфілд повернувся до творчості.
1969 року Майкл записав та випустив перший сольний альбом It's Not Killing Me. Він вирішив виконати контрактні зобов'язання перед Columbia, але не робити черговий запис джем-сесії, а створити альбом як особисту заяву. Блумфілд мав кілька готових до запису власних пісень: «For Anyone You Meet», яку грав з Елом Купером 1968 року, «If You See My Baby» виконану 1966 року з Баттерфілдом, «Don't Think About It Baby» та «Next Time You See Me». Задля правильного відтворення нового матеріалу Майкл вирішив, що сам співатиме всі пісні, хоча його вокальні дані викликали побоювання не тільки в оточення, а у нього самого. З нового матеріалу для сесій чотири мелодії особливо виділялися як інтенсивно особистісні та інтенсивно тривожні, являли собою відбиток психічного та емоційного стану Блумфілда. «Far Too Many Nights» відбивав його тривогу і безсоння, «Michael's Lament» в стилі госпел розповідав про його самотність, а «It's Not Killing Me» характеризувала хаотичний стан його життя. Відсутність будь-якого розуміння емоційних проблем і очікування продовження Super Session викликали розчарування першим сольним релізом, який здавався набором непримітних кантрі-пісень і блюзових композицій, до того ж ніхто не міг збагнути, чому Блумфілд вирішив виступити вокалістом, а не визначним гітаристом, яким його знали. Рецензенти піддали альбом нищівній критиці.
В грудні того ж року Майкл разом з Ніком Гравенітесом допоміг Дженіс Джоплін зібрати гурт Kozmic Blues для запису альбому I Got Dem Ol 'Kozmic Blues, Again Mama! Блумфілд став у цьому альбомі співавтором «Work Me, Lord» та виконав гітарне соло в композиції Джоплін «One Good Man». Columbia Records 1969 року випустила ще один альбом, концертний джем Блумфілда й Гравенітеса Live at Bill Graham's Fillmore West, за участю Марка Нафталіна, колишніх учасників Electric Flag Маркуса Даблдея та Снукі Флаверса, а також Тадж Махала. 1969 року Блумфілд разом з Полом Баттерфілдом, Семом Леєм та Отісом Спенном долучилися до створення альбому Мадді Вотерса «Fathers And Sons» (Chess Records). В цей час він багато грав на Західному узбережжі в районі Сан-Франциської затоки та гастролював з гуртом Michael Bloomfield & Friends, до складу якого, зокрема, входили його давні друзі, Нік Гравенітес та Марк Нафталін.
У листопаді 1972 року Блумфілд отримав посаду позаштатного викладача музики (англ. Distinguished Visiting Lecturer) у New College of California, Саусаліто, Каліфорнія. Пізніше Майкл читав кілька лекцій у Стенфордському університеті та College of Marin.
1973 року Майкл повернувся до студійного запису під час сесії з Джоном П. Хаммондом і новоорлеанським піаністом Доктором Джоном. Результат цієї співпраці вийшов в червні того ж року на студії Columbia під назвою Triumvirate, але великого успіху не мав. У липні 1974 року Майкл разом з Доктором Джоном, Бадді Майлзом, Джонні Вінтером і Ніком Гравенітесом взяв участь у шоу Muddy Waters And Friends: Soundstage — Blues Summit In Chicago, присвяченому Мадді Вотерсу.
1974 року Блумфілд, який походив з заможної родини й досі існував на невеликі, але постійні надходження від трастового фонду, зіткнувся з фінансовими негараздами. Служба внутрішніх доходів повідомила його про значні несплачені податки та штрафи за 1968—1972 роки. В цей період безладного життя між різними гуртами й менеджерами та зловживання наркотиками, гітарист не переймався фінансовою дисципліною. Коли йому терміново знадобилася значна сума, аби погасити борг, Майкл пристав на пропозицію Баррі Голдберга зібрати знов Electric Flag. Баррі запропонував цю ідею Atlantic Records, Нік Гравенітес та Бадді Майлз також надихнулися пропозицією. Керівник Atlantic Records, легендарний продюсер Джеррі Векслер збирався особисто наглядати за створенням альбому відродженого гурту, а сесії мали відбутися в улюбленій студії Векслера у Маямі. Виникла можливість заробити багато грошей. У червні колишні члени Electric Flag дісталися Флориди і протягом декількох тижнів намагалися відновити старий гурт. Бадді Майлз, що працював з Джимі Хендріксом коли залишив Electric Flag і очолював власний гурт Buddy Miles Express, звик робити все на власний розсуд і бажав грати на гітарі, а не на барабанах. Одразу виникли конфлікти між іншими виконавцями, і навіть між продюсером та звукоінженером. Сесії, попри посередництво Гравенітеса у залагодженні суперечок, перетворилися на хаос. Все ж таки близько двадцяти композицій було записано. Після запису Майкл повернувся до Каліфорнії з відразою до проєкту, але потреба в грошах все ще існувала, і, коли з'явилася можливість гастрольного туру відновленого Electric Flag, Блумфілд погодився. У складі відновленого Electric Flag Блумфілд дебютував на музичному фестивалі Озарк у Седалії, штат Міссурі, далі гурт зробив декілька виступів у Каліфорнії і вирушив на схід до Нью-Йорку. У листопаді відбувся реліз альбому The Band Played On студії Atlantic, але головні члени втратили зацікавленість у проєкті й перебували на межі розколу. Electric Flag протримався до січня 1975 року, виступив на Гаваях, але більше разом не збирався.
1975 року Майк Блумфілд, який все ще гостро потребував грошей через податкові труднощі, погодився створити саундтреки для порнографічних фільмів братів Мітчелл, визначивши платню у 1000 доларів за годину музики. Згодом він розповів, що майже не бачив самих фільмів, натомість працював зі сценаріями та часовими розкладами. Таким чином до кінця року він написав та зіграв саундтреки для пів дюжини фільмів Мітчелл. Того ж року у Баррі Голдберга з'явилася нова ідея супергурту. До складу гурту, що отримав назву KGB (Kennedy-Goldberg-Bloomfield), увійшли клавішник Баррі Голдберг, гітарист Майкл Блумфілд, вокаліст Рей Кеннеді, бас-гітарист Рік Греч і барабанщик Кармін Аппіс. Студійні сесії відбувалися в Лос-Анджелесі, стосунки між членами гурту були добрими, але тиску з боку MCA Records, що бачила у проєкті виключно виробничу та комерційну складову, вони не витримали. Після виходу альбому в лютому 1976 року Блумфілд дав дуже критичне інтерв'ю Los Angeles Times, в якому зазначив, що KGB не мала нічого спільного з мистецтвом, а була виключно бізнесом.

## Успіхи і проблеми другої половини 70-х років
Впродовж весни та літа 1976 року Майкл працював зі своїм другом Норманом Дейроном у Blossom Studios, Сан-Франциско, над записом для нового лейблу, створеного журналом Guitar Player. Блумфілд вже певний час співпрацював з журналом, дав низку великих інтерв'ю й став одним з перших виконавців, яким було запропоновано долучитися до лейблу. Він скористався можливістю віддати данину виконавцям і стилям, які знав і любив. У супроводі та за участю своїх друзів-виконавців він створив If You Love These Blues, Play 'Em as You Please, альбом, що мав стати навчальним для гітаристів, а в підсумку був визнаний одним з найкращих сольних творів Блумфілда. Альбом представляє широкий спектр стилів електричної та акустичної гітари, композиції, спеціально розроблені для ілюстрування гітарної техніки таких видатних виконавців, як Бі Бі Кінг, Джиммі Роджерс, Carter Family, Ті-Боун Вокер, Блайнд Блейк, Гітара Слім, Лонні Джонсон та інших. Композиціям передують короткі вступи, в яких Блумфілд надає трохи історії, застосовану техніку і обладнання. Альбом вийшов в грудні 1976 року, був номінований на премію Греммі в категорії найкращих этнічних або традиційних записів, і, хоча премії не отримав, але визнання свідчило, що Майкл Блумфілд нарешті створив дещо гідне його таланту.
У червні 1976 року Блумфілд з квартетом вирушив до Нью-Йорка для виступу на Ньюпортському джазовому фестивалі 1976 року, взяв участь у шоу «Блюз-концерт опівночі», грав традиційні мелодії на акустичній гітарі, а потім приєднався до електричного блюзу з іншим гуртом. Відгуки слухачів та New York Times були найсприятливіші. В Нью-Йорку режисер Джед Джонсон запропонував йому створити музичний супровід до продюсованої Енді Ворголом комедії «Andy Warhol's Bad». Після повернення до Каліфорнії вони з Норманом Дейроном отримали сімнадцять коробок плівки з відзнятим матеріалом і, не маючи можливості усе переглянути, створили музику за сценарієм фільму, так само, як вони робили це з порнофільмами братів Мітчелл.
У другій половині 1970-х Майкл постійно виступав зі своїм квартетом в районі Сан-Франциської затоки. Його репертуар тепер включав десятки блюзових мелодій, численні пісні в жанрах госпел та спіричуелс, а також низку власних творів. Він грав на фортепіано та на акустичній гітарі, і згодом майже зовсім припинив використання електричних інструментів. Місцеві шанувальники дуже добре знали його акустичні та фольклорні уподобання, але поза постійним місцем перебування слухачі очікували на музику, яку вони знали з альбомів Баттерфілда або Super Session. Під час виступів Блумфілда і Марка Нафталіна в Луїзіані на фестивалі Blues & Heritage New Orleans публіка була здивована і відверто розчарована. Жоден з великих лейблів також не бажав експериментувати з новим Блумфілдом зразка 70-х років. Проблему вирішив друг Майкла, обдарований і досвідчений звукорежисер, Норман Дейрон. Майкл запропонував йому разом робити записи сесій, самостійно редагувати та мікшувати їх, а потім продавати невеликим лейблам для продюсування та розповсюдження. Першим таким проєктом став альбом Analine, виданий в липні 1977 року Takoma Records, Санта-Моніка. В цьому альбомі Майкл створив і виконав більшість інструментальних власних композицій в різних блюзових стилях та стандартів, одна з композицій («Analine») належить Ніку Гравенітесу, присутні також «Mood Indigo» Дюка Еллінгтона та «At the Cross» Клода Джетера. Analine не мав значного комерційного просування, але був добре сприйнятий критиками і шанувальниками, що вперше знайомилися з новими уподобаннями Блумфілда.
Наступним експериментом Блумфілда, що черговий раз збентежив шанувальників незвичайним поворотом, став альбом Count Talent & the Originals для TK Records. Лейбл заробляв на новій танцювальній музиці диско і надав Майклові аванс у розмірі $50,000 для створення альбому в цьому стилі. Майкл і Норман винайняли на роботу нових виконавців, витратили кілька тижнів студійного часу, але не досягли бажаного результату і змушені були повернутися до звичного складу Michael Bloomfield & Friends, з яким, нарешті, отримали звук, що шукали. Композиції альбому значно більше нагадували рок-н-рол 50-х років, ніж диско, але це без сумніву була танцювальна музика у якісному виконанні.
1978 року Майкл лишився на самоті, його покинула дружина, він знов почав регулярно приймати наркотики, близькі друзі та давні музичні партнери віддалилися від нього через непередбачувану і дратівливу поведінку. Довга історія його безсоння, екстремальних перепадів настрою і гіперактивності, описана його братом Алленом, згодом визначена спеціалістами як хронічний біполярний розлад. У 1970-х роках біполярний розлад не мав реального лікування, Майкл консультувався у лікарів з приводу порушення сну, на деякий час його стан поліпшувався, але безсоння і маніакальні прояви завжди поверталися. Наприкінці 1970-х років ситуація стала критичною, а самолікування алкоголем та седативними препаратами стало головним засобом порятунку Блумфілда.
Через психічні проблеми Блумфілда йому стало важко брати участь в запланованих концертах. Друзям доводилось везти його до клубу або до аеропорту, аби переконатися, що він вчасно потрапив на місце, хоча на сцені він майже завжди почувався добре і грав, як годиться. Майкл лікувався плациділом, популярним в 70-х роках препаратом від безсоння, проте надмірне його використання часто призводило до незрозумілих промов і когнітивних провалів. Влітку 1979 року наслідки «лікування» плациділом стали настільки гострими, що Блумфілд змушений був лягти у психіатричну лікарню, намагаючись подолати свою залежність. Лікування не спрацювало, тому Майкл спробував замінити одну залежність іншою: він став зловживати алкоголем.
Приблизно в той же час Майкл познайомився з молодим гітаристом на ім'я Вуді Гарріс. Обидва мали спільний інтерес до госпела та класичного блюзу, і більш спокійний, формальний підхід Гарріса до гри на гітарі вдало доповнював інтенсивний, ритмічно складний стиль Блумфілда. Вони почали грати дуетом і у липні 1979 року записали разом альбом Bloomfield / Harris, що вийшов на лейблі Kicking Mule восени і в цілому був схвально сприйнятий критикою.
Взимку 1979 року у Майкла склалися нові відносини з танцівницею Крісті Свейн, він переїхав до Нью-Йорку. На початку 1980 року Майкл і Вуді Гарріс разом з дружиною Гарріса, віолончелісткою Меггі Едмондсон, виступали у Нью-Йорку та Бостоні, а влітку вирушили у європейське турне. Турне почалося з Італії і було невдалим. Майкл некомфортно почував себе далеко від дому, багато пив. Італійські шанувальники очікували побачити одного з великих американських блюзових/рок-гітаристів, якого знали через його записи з Баттерфілдом і Купером, і не були готові до фортепіано, госпела і фольклорного стилю акустичної гітари. Далі був Стокгольм, шведська аудиторія більш сприятливо поставилась до традиційного блюзового та госпел репертуару Майкла, але загальний результат все одно був невтішним.
1980 року Майкл почав працювати над новим записом з Норманом Дейроном для Takoma. Цього разу він зосередився на гітарі та фортепіано, працював з реальною ритм-секцією та духовими. Відрізнявся склад музикантів, залучених до сесії: всі вони були новими іменами, не були жодного з його звичайних друзів.
18 листопада 1980 року Блумфілд на запрошення Боба Ділана взяв участь у концерті останнього, що відбувся у Fox Warfield Theater, Сан-Франциско. Це був тріумфальний момент для обох музикантів, виступ зустріли оваціями, хоча багато глядачів не мали уявлення ким є Майкл.

## Смерть
Обставини смерті Майка Блумфілда достеменно невідомі. Напередодні, 14 лютого, він був на вечірці, пішов з кимось додому, а об одинадцятій ранку, у неділю, 15 лютого 1981 року, в Сан-Франциско його було знайдено мертвим у власному автомобілі. Йому виповнилося тридцять сім років. Блумфілд лежав на пасажирському сидінні свого авто, припаркованого на житловій вулиці в лісовому районі міста. Попередній огляд не дозволив визначити причини смерті, але наявність порожнього флакона валіуму в кишені пальто на задньому сидінні, спонукала припустити, що Блумфілд помер від передозування препарату. Двоє з найближчих його партнерів висловили сумнів, що випадок міг бути самогубством, оскільки Майк був у відмінній формі, щойно записав два нових альбоми і на вечірці напередодні мав чудовий настрій. Патологоанатом визначив причину смерті як отруєння кокаїном та метамфетаміном, також було знайдено незначні сліди алкалоїду типу морфіну. Але, знов таки за свідченням друзів, попри багаторічну наркотичну залежність, саме цих наркотиків Блумфілд зазвичай не вживав, тож одночасна наявність в його організмі двох цих препаратів лишилася таємницею.
Традиційна єврейська служба за ним відбулася 18 лютого у молитовні Синай, Сан-Франциско, після чого тіло було перевезено до Лос-Анджелеса, де 20 лютого поховано у Гіллсайд Меморіал Парк.

## Вибрана дискографія
| - The Paul Butterfield Blues Band (1965, Elektra EKL-294) - Come On In (1966, Elektra 45609, 7") - East-West (1966, Elektra EKL-315) - The Original Lost Elektra Sessions (1995, Elektra Traditions R2 73505, записи 1965) - East-West Live (1996, Winner 447, записи 1966—1967) - The Trip: Original Motion Picture Soundtrack (1967, Sidewalk ST-5908) - A Long Time Comin' (1968, Columbia CS-9597) - The Band Kept Playing (1974, Atlantic SD-18112) - Groovin' Is Easy (1982, Aura Records A-1026) - It's Not Killing Me (1969, Columbia CS-9883) - Try It Before You Buy It (1975, CBS Special Products A 21262) - If You Love These Blues, Play 'Em as You Please (1976, Guitar Player 3002) - Analine (1977, Takoma B-1059) - Michael Bloomfield (1978, Takoma B-1063) - Count Talent and the Originals (1978, T.K. Records, TKR 82516) - Between The Hard Place & The Ground (1979, Takoma TAK 7070) - Bloomfield-Harris (1979, Kicking Mule 164) - Living in the Fast Lane (1980, Waterhouse 11) - Cruisin' for a Bruisin' (1981, Takoma TAK 7091) - Blueskvarter (1964, Jefferson Records ‎SBACD 12658/9) - Super Session (1968, Columbia CS 9701) - The Live Adventures of Mike Bloomfield and Al Kooper (1968, Columbia CS 9742) - Fillmore East: Al Kooper and Mike Bloomfield. The Lost Concert Tapes 12/13/68 (2003, запис 1968) - Two Jews Blues (1969, Buddah Records BDS 5029) з Баррі Голдбергом - My Labors (1969, Columbia CS 9899) з Ніком Гравенітесом - Live at Bill Graham's Fillmore West (1969, Columbia CS-9893), з Ніком Гравенітесом, Тадж Махалом, Марком Нафталіном - Саундтрек до фільму «Medium Cool» (1969, Paramaunt) з Полом Баттерфілдом, Фредом Олсоном та ін. - Steelyard Blues (1973, Warner Bros. BS-2662), саундтрек до фільму, з Ніком Грвенітесом, Полом Баттерфілдом, Марією Мальдор - Casting Pearls (1973, Verve ‎V6-8825) з Ніком Гравенітесом, Біллом Віттом та ін. - Triumvirate (1973, Columbia KC 32172) з Джоном П. Гаммондом та Доктором Джоном - KGB (1976, MCA 2166) з Реєм Кеннеді, Баррі Голдбергом, Ріком Гречем та Карміном Аппісом | - Highway 61 Revisited (1965, Columbia CL 2389) — Боб Ділан - Drunken Boat (1965, Out Of Sight ‎45-1) — Нік Гравенітес - Fresh Berry's (1965, Chess LP 4506) — Чак Беррі - The Peter, Paul and Mary Album (1966, Warner Bros. W 1449) — Peter, Paul & Mary - (When She Wants Good Lovin') My Baby Comes To Me (1966, DynoVoice 226) — The Chicago Loop - Richard Corey (1967, DynoVoice 230) — The Chicago Loop - Carry On (1967, Verve Folkways KF5045) — Баррі Голдберг - Grape Jam (1968, Columbia XSM I36057) — Moby Grape - Living with the Animals (1968, Mercury SR-61194) — Mother Earth - Dues to Pay (1968, Pulsar AR-10603) — Wayne Talbert & the Melting Pot - Lord Have Mercy on My Funky Soul (1969, Pulsar AR-10607) — Вейн Талберт - Fathers and Sons (1969, Chess LPS-127) — Мадді Вотерс - Barry Goldberg And Friends • Harvey Mandel • Mike Bloomfield (1969, Record Man CR-5105) - I Got Dem Ol' Kozmic Blues Again Mama! (1969, Columbia KCS 9913) — Дженіс Джоплін - Weeds (1969, Kama Sutra KSBS 2016) — Brewer & Shipley - Moogie Woogie (1970, Chess ‎LPS-1545) — The Zeet Band - Sam Lay in Bluesland (1970, Blue Thumb BT.10.009) — Сем Лей - Gandharva (1971, Warner Bros. WS-1909) — Beaver & Krause - Brand New (1971, Fantasy ‎8414) — Вуді Герман - Recorded Live (1976, Buddah BDS-5684) — Barry Goldberg & Friends - Bloomfield: A Retrospective (1983, Columbia C2-37578) - American Hero (1984, Thunderbolt THBL-1009) - I'm with You Always (1987, Demon FIEND-92) - Don't Say That I Ain't Your Man: Essential Blues, 1964—1969(1994, Columbia CK-57631) - Live at the Old Waldorf (1998, Columbia CK-65688) - If You Love These Blues (2000, Miller Freeman Books) CD з записами Нормана Дейрона 1964 року - From His Head to His Heart to His Hands (2014, Columbia ‎88765476342) |